# Robin Aubert
Pour les articles homonymes, voir Aubert.
Robin Aubert est un acteur, réalisateur, scénariste et poète québécois, né le 13 mai 1972 à Ham-Nord (Québec),.

## Biographie

### Jeunesse et formation
Robin Aubert naît le 13 mai 1972 à Ham-Nord, au Québec. Il est le premier des cinq enfants de Jacques Aubert, homme d'affaires de Ham-Nord, connu notamment comme président cofondateur et ex-directeur de Junex.
Au secondaire, à la polyvalente Le Boisé de Victoriaville, il entre sur scène, aux côtés de Daniel Grenier et Francis Cloutier, formant ensemble (le 6 juin 1990) le groupe d'humoristes Les Chick'n Swell, qui se produit durant quelques années. Puis, ses comparses s'inscrivent à l'École nationale de l'humour, tandis que lui, sans objection paternelle, étudie en théâtre à Sainte-Thérèse.

### Carrière
En 1995, Robin Aubert joue dans deux séries télévisées diffusées, dans deux films sortis en 1996, et devient l'alter ego du cinéaste André Forcier dans le long métrage La Comtesse de Bâton Rouge, puis termine grand vainqueur de la Course destination monde (1997-1998), organisée par la télévision de la SRC… et tient le rôle principal du petit caïd en prison dans la série télévisée Temps dur (en 2004)… puis se fait scénariste-réalisateur de trois longs métrages, sortis entre 2005 et 2010, tout en continuant à assumer des rôles dans des séries télévisées, entre autres.
Le 9 octobre 2005, mis au défi par l'animateur Guy A. Lepage, il a baissé son pantalon et montré ses fesses devant près de deux millions de téléspectateurs lors de la populaire émission Tout le monde en parle sur les ondes de Radio-Canada. Il est juré du Grand Prix de la science-fiction et du fantastique québécois en 2007.
À la fin de l'année 2011, il fait paraître un recueil de poésie, Entre la ville et l'écorce, aux éditions L'Oie de Cravan de Montréal. Le recueil reçoit un bon accueil critique [référence nécessaire].
En 2016, il produit, réalise et joue dans le film Tuktuq qui ne sortira sur les écrans qu'en 2017. Film qui imagine les motivations d'un gouvernement libéral du Québec à vouloir développer l'exploitation des ressources minérales dans le Nunavik, qui fait référence au plan Nord du gouvernement Charest en 2012. Grand ami du réalisateur Jean-Marc Vallée, il lui rend un touchant hommage.

## Filmographie

### Réalisateur

#### Longs métrages
- 2005 : Saints-Martyrs-des-Damnés
- 2009 : À quelle heure le train pour nulle part
- 2010 : À l'origine d'un cri
- 2016 : Tuktuq
- 2017 : Les Affamés[6]
- 2024 : Tu ne sauras jamais[7]

#### Courts métrages
- 1999 : M comme Maudit Criss
- 1999 : Suzie
- 2000 : Les Frères Morel
- 2000 : Lila
- 2002 : Cadillac clown
- 2007 : Ken Dryden à prix rétro
- 2012 : Tout va mieux
- 2012 : La Mort de John Kordic

### Scénariste
- 2005 : Saints-Martyrs-des-Damnés
- 2009 : À quelle heure le train pour nulle part
- 2010 : À l'origine d'un cri
- 2017 : Les Affamés
- 2024 :Tu ne sauras jamais[7]

### Producteur
- 2016 : Tuktuq

### Acteur

#### Longs métrages
- 1996 : Caboose banger : Messager
- 1996 : L'Escorte : Steve
- 1998 : La Comtesse de Bâton Rouge : Rex Prince
- 2000 : Maelström : préposé dans une station d'essence
- 2001 : Sunk
- 2002 : Le Nèg' : Taton
- 2007 : Une année Chick'n Swell (émission spéciale de fin d'année) : Jasmin (Air Casquette)
- 2009 : De père en flic : psychologue
- 2013 : Amsterdam de Stefan Miljevic : Sam
- 2014 : Miraculum : Martin
- 2014 : Les Maîtres du suspense de Stéphane Lapointe : Dany Cabana
- 2015 : Autrui de Micheline Lanctôt : Éloi
- 2015 : Guibord s'en va-t-en guerre : Rodrigue
- 2016 : Tuktuq de lui-même : Martin Brodeur, caméraman d'émissions communautaires
- 2016 : Maudite Poutine : Darkie
- 2018 : Une colonie : Henri
- 2019 : Merci pour tout : Réjean
- 2020 : Mon cirque à moi de Miryam Bouchard : Mandreep

#### Séries télévisées
- 1995 : 4 et demi... : Michel Arsenault
- 1995-1997 : Radio Enfer : Léo Rivard
- 2004 : Temps dur : Alain Bergeron
- 2007 - 2009 : Les Invincibles : Damien
- 2011 : Le Gentleman : Sébastien Thompson
- 2017 : L'imposteur: la suite : Gandhi
- 2025 : Ravages : Émile Lebeau

## Distinctions

### Récompenses
- Champion de Course destination monde (1997-1998)
- 2017 : TIFF - prix du meilleur long métrage canadien pour le film Les Affamés[6]
- 2018 : Gala Québec Cinéma - Prix Iris de la meilleure réalisation pour le film Les Affamés[8]
- 2018 : Gala Québec Cinéma - Prix Iris du meilleur film pour le film Les Affamés[9]
- 2018 : Gala Québec Cinéma - Prix Iris de la meilleure interprétation féminine (rôle de soutien) pour le film Les Affamés[9]

### Nomination
Gala Québec Cinéma 2020 : Prix Iris du meilleur acteur de soutien pour son rôle de Réjean dans Merci pour tout

## Poésie
- Entre la ville et l'écorce, Oie de Cravan, octobre 2011[11].
- El beso del amor, Oie de Cravan, 17 novembre 2014[12].
- 36 poèmes de série B , Oie de  Cravan, 2023

## Théâtre
- Le chant de meu, Somme toute, 10 novembre 2014[13].